# Гран-Комбен-де-Вальсоре
Гран-Комбен-де-Вальсоре (фр. Grand Combin de Valsorey) — вершина высотой 4184 метра над уровнем моря в массиве Гран-Комбен в Пеннинских Альпах в Швейцарии. Первое восхождение на вершину Гран-Комбен-де-Вальсоре совершили Дж. Н. Ислер и Дж. Джиллиоз 16 сентября 1872 года. В 1994 году UIAA включил Гран-Комбен-де-Вальсоре в основной список официального перечня альпийских четырёхтысячников.

## Физико-географическая характеристика
Вершина Гран-Комбен-де-Вальсоре расположена целиком на территории Швейцарии в кантоне Вале. Гран-Комбен-де-Вальсоре является второй по высоте вершиной массива Гран-Комбен в Пеннинских Альпах, её высота составляет 4184 метра над уровнем моря. Гран-Комбен-де-Вальсоре расположена в 440 метрах на запад от высочайшей вершины массива Гран-Комбен-де-Графенер, которая является родительской вершиной для Гран-Комбен-де-Вальсоре. Вершины соединены между собой широким заснеженным хребтом с седловиной на высоте 4127 метров. Таким образом, относительная высота вершины Гран-Комбен-де-Вальсоре составляет 57 метров. В 1994 году вершина Гран-Комбен-де-Вальсоре была включена UIAA в основной список официального перечня четырёхтысячников Альп, в котором она находится на 37 позиции по абсолютной высоте.

## История восхождений
Первое восхождение на вершину Гран-Комбен-де-Вальсоре совершили Дж. Н. Ислер и Дж. Джиллиоз 16 сентября 1872 года.

## Маршруты восхождений
Классический маршрут восхождения на вершину Гран-Комбен-де-Вальсоре проходит по западной стороне вершины по гребню Мейтин, и является частью маршрута на Гран-Комбен-де-Графенер. Маршрут начинается из приюта Вальсоре и имеет категорию сложности AD-.